# Prisca theologia
Prisca theologia ("teología antigua") es la doctrina dentro del campo de los estudios religiosos comparativos que afirma que una verdadera y única teología existe, subyacente en todas las religiones, y que fue dada por Dios al hombre en la antigüedad.
Prisca es la declinación apropiada de priscus, que en latín significa "antiguo".

## Historia
El término prisca theologia parece haber sido utilizado por primera vez por Marsilio Ficino en el siglo XV. Ficino y Giovanni Pico della Mirandola trataron de reformar las enseñanzas de la Iglesia católica por medio de los escritos de la prisca theologia, que a su juicio se reflejaba en el neoplatonismo, hermetismo, y en los Oráculos caldeos, entre otras fuentes. El siglo de las luces tendía a ver toda religión como variaciones culturales de un tema antropológico común; sin embargo, la Ilustración, que tendía a negar la validez de cualquier forma de religión revelada, tuvo en muy poca estima la idea de una prisca theologia.
La doctrina (si puede llamarse así) de una prisca theologia es observada por, además de otros, los Rosacruces.
La prisca theologia se diferencia del concepto relacionado de la filosofía perenne, aunque algunos utilizan inadvertidamente los dos términos indistintamente. 
Una diferencia esencial es que la prisca theologia se entiende que solo existió en forma pura en la antigüedad, y ha sufrido un proceso de deterioro continuo y dilución a lo largo de la historia. En otras palabras, los principios y las prácticas religiosas más antiguas son consideradas, en cierto sentido, más puras. La teoría de la filosofía perenne no hace esta estipulación, y se limita a afirmar que la "religión verdadera" se manifiesta  periódicamente por sí misma en diferentes tiempos, lugares y formas. Ambos conceptos, sin embargo, no suponen que exista algo parecido a una "religión verdadera", y tienden a ponerse de acuerdo sobre las características básicas asociadas con esta religión verdadera.